# Libia na Mistrzostwach Świata w Lekkoatletyce 2015
Libia na Mistrzostwach Świata w Lekkoatletyce 2015 – reprezentacja Libii podczas Mistrzostw Świata w Pekinie liczyła 1 zawodnika, który nie zdobył medalu.

## Występy reprezentantów Libii
| Konkurencja            | Zawodnik                | Runda 1    | Runda 1 | Półfinał | Półfinał | Finał    | Finał   |
| Konkurencja            | Zawodnik                | Rezultat   | Pozycja | Rezultat | Pozycja  | Rezultat | Pozycja |
| ---------------------- | ----------------------- | ---------- | ------- | -------- | -------- | -------- | ------- |
| Bieg na 400 m mężczyzn | Mohamed Ashour Khawajah | 46,50 (SB) | 43.     | NQ       | NQ       | NQ       | NQ      |